# Podomí
Podomí (en allemand : Poidom) est une commune du district de Vyškov, dans la région de Moravie-du-Sud, en République tchèque. Sa population s'élevait à 442 habitants en 2020.

## Géographie
Podomí se trouve à 14 km au nord-ouest de Vyškov, à 24 km au nord-est de Brno et à 191 km à l'est-sud-est de Prague.
La commune est limitée par Krásensko au nord, par Vyškov à l'est, par Ježkovice et Ruprechtov au sud, et par Senetářov à l'ouest.

## Histoire
La première mention écrite du village date de 1349.